# Carabdytes stephanieae
Carabdytes stephanieae is een keversoort uit de familie waterroofkevers (Dytiscidae). De wetenschappelijke naam van de soort is voor het eerst geldig gepubliceerd in 2007 door Watts, Hancock & Leys.